# Naaktzwemmen

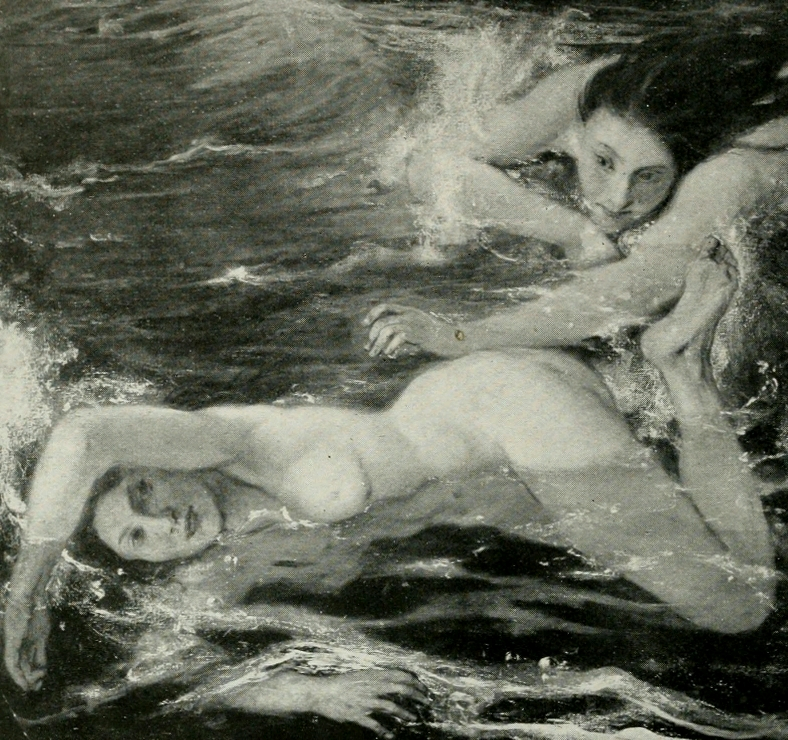
Naaktzwemmen getekend door Charles Shannon

Naaktzwemmen of, vanuit het Engels skinny dipping, is het zwemmen of baden zonder hierbij (zwem)kleding te dragen. In de westerse wereld duidt men dit aan als een nudistische dan wel naturistische activiteit.

## Religie en cultuur
Naaktheid is in veel landen en culturen geen gemeengoed meer. Tot in de 19e eeuw was in naakte toestand zwemmen nog algemeen geaccepteerd.
Echter, door religieuze invloeden werd kleding bij het zwemmen toegepast dan wel opgedrongen deze aan te trekken. Naakt zwemmen is derhalve vaak een overtreding van de wet geworden.
Zo werd in 1919 de zwemster Ethelda Bleibtrey gearresteerd toen zij “naakt” aan het zwemmen was bij het strand van Manhattan in de Amerikaanse westkust. Met 'naakt' werd in dit geval bedoeld dat zij haar kousen uitdeed.
Benjamin Franklin, die een geoefend zwemmer was, bezat een exemplaar van Art of Swimming van Melchisédech Thévenot, een boek waarin de kunst van het zwemmen wordt uitgelegd. Hierin staan illustraties van naakte zwemmers.

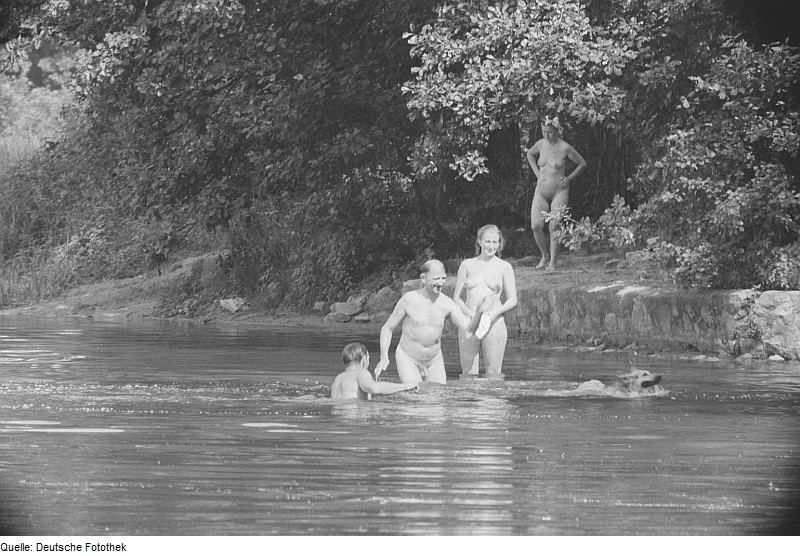
Baden in 1952

De Amerikaanse presidenten John Quincy Adams en Theodore Roosevelt waren bekende naaktzwemmers. Roosevelt schrijft in zijn autobiografie:
Wanneer wij in de Potomac zwommen, trokken wij gewoon onze kleren uit.
Aantekeningen in het dagboek Cec Cinder's, The Nudist Idea van Robert Francis Kilvert, een Engelse naaktzwemmer, verhaalt over de veranderingen en acceptatie in 1870 over het naakt baden en het verplicht gebruikmaken van zwemkleding. Kilvert beschrijft het heerlijke gevoel van vrijheid in de buitenlucht uitkleden en naakt naar zee te lopen.
Ernest Thompson Seton beschrijft het naaktzwemmen als een van de eerste activiteiten van zijn Woodcraft Indians in 1902, een voorloper van de scouting.
Voordat het YMCA in 1960 vrouwen begon toe te laten, werd zwemkleding in de zwembaden niet toegestaan. Dit gold ook op middelbare scholen. Dit beleid was er opgericht om te voorkomen dat de filtersystemen van de zwembaden zouden verstoppen met vuil en vezels van de zwempakken. Dit gebruik was algemeen omdat er niets mis of seksueels aan is om iemand van hetzelfde geslacht in zijn “geboortekostuum” te zien.
In India mogen mensen naakt de rivier Ganges ingaan voor hun religieuze doel. Ook in het buurland Nepal is naaktzwemmen heel gewoon.

## Praktisch en hygiëne
Om te kunnen zwemmen is zwemkleding voor het uitoefenen ervan in praktische zin vaak niet zinvol. Bij een langdurig verblijf in koud water zal een wetsuit wel logisch zijn. Hoewel winterzwemmen en ijszwemmen ook wel naakt gedaan worden.
Zwemmen in water van bepaalde geothermische bronnen en kratermeren zal vanwege de zuurgraad kleding kunnen aantasten en om deze reden beter niet worden gedragen.
In de sauna en bijbehorende baden wordt vanwege de hygiëne doorgaans geen bad- of zwemkleding gedragen. Het is vooral zwemkleding die verontreinigingen in het water brengt omdat deze niet goed schoongespoeld wordt of kan worden.

## Locaties
In sommige landen zijn naaktstranden vanwaar men naakt in zee of andere open buitenwateren kan zwemmen. Sommige zwembaden maken het mogelijk dat er een aantal uren per week in hun bad naakt gezwommen kan worden. Naaktzwemmen vindt soms plaats in wateren die hier niet officieel voor zijn opengesteld.